# Mossagylet, Blekinge
Mossagylet är en sjö i Karlshamns kommun i Blekinge och ingår i Mieåns huvudavrinningsområde.